# Kresčak
Crécy-en-Ponthieu (výsl. [kresi ã põtjö]), česky Kresčak (z latinského Cresciacum), je francouzská obec v regionu Hauts-de-France a departementu Somme, na území historického hrabství Ponthieu v Pikardii. V roce 1346 zde proběhla bitva u Kresčaku, jedna z prvních bitev stoleté války, ve které padl český král Jan Lucemburský. 

## Geografie
Kresčak leží severně od města Abbeville, na říčce Maye asi 20 km od Lamanšského průlivu. Kresčacký les (Forêt de Crécy) s převahou buků, dubů a habrů je s rozlohou 4,3 km² největší v departementu.

## Památníky bitvy
Vesnice byla dějištěm bitvy náhodou – důvodem bylo počasí. Bylo to jediné místo, kde se po dlouhém tažení v dešti usídlila vojska Angličanů i Francouzů.

### Pomník Jana Lucemburského

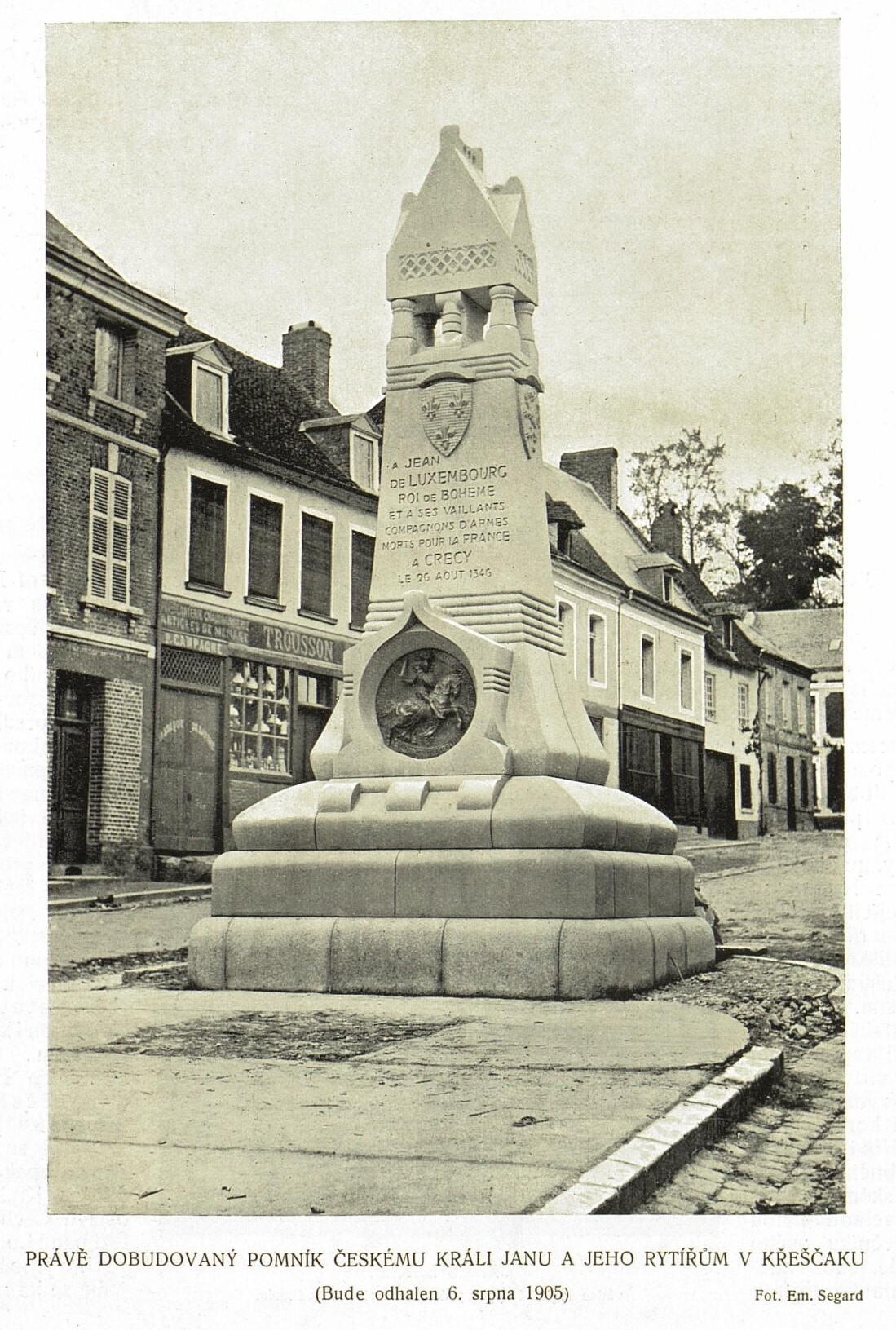
Pomník Jana Lucemburského před odhalením (Český svět 1905)

Pomník krále Jana Lucemburského byl vztyčen na náměstí v roce 1905, jeho autorem je sochař Emmanuel Fontaine (1856–1935). Byl financován mezinárodní sbírkou ve Francii, Čechách a Lucembursku. Na podstavci je nápis „A Jean de Luxembourg roi de Bohême et à ses vaillants compagnons d'armes morts pour la France à Crécy le 26 août 1346“ (česky „Janu Lucemburskému, českému králi a jeho chrabrým druhům ve zbrani, kteří zemřeli pro Francii v Kresčaku 26. srpna 1346“).

### Český kříž

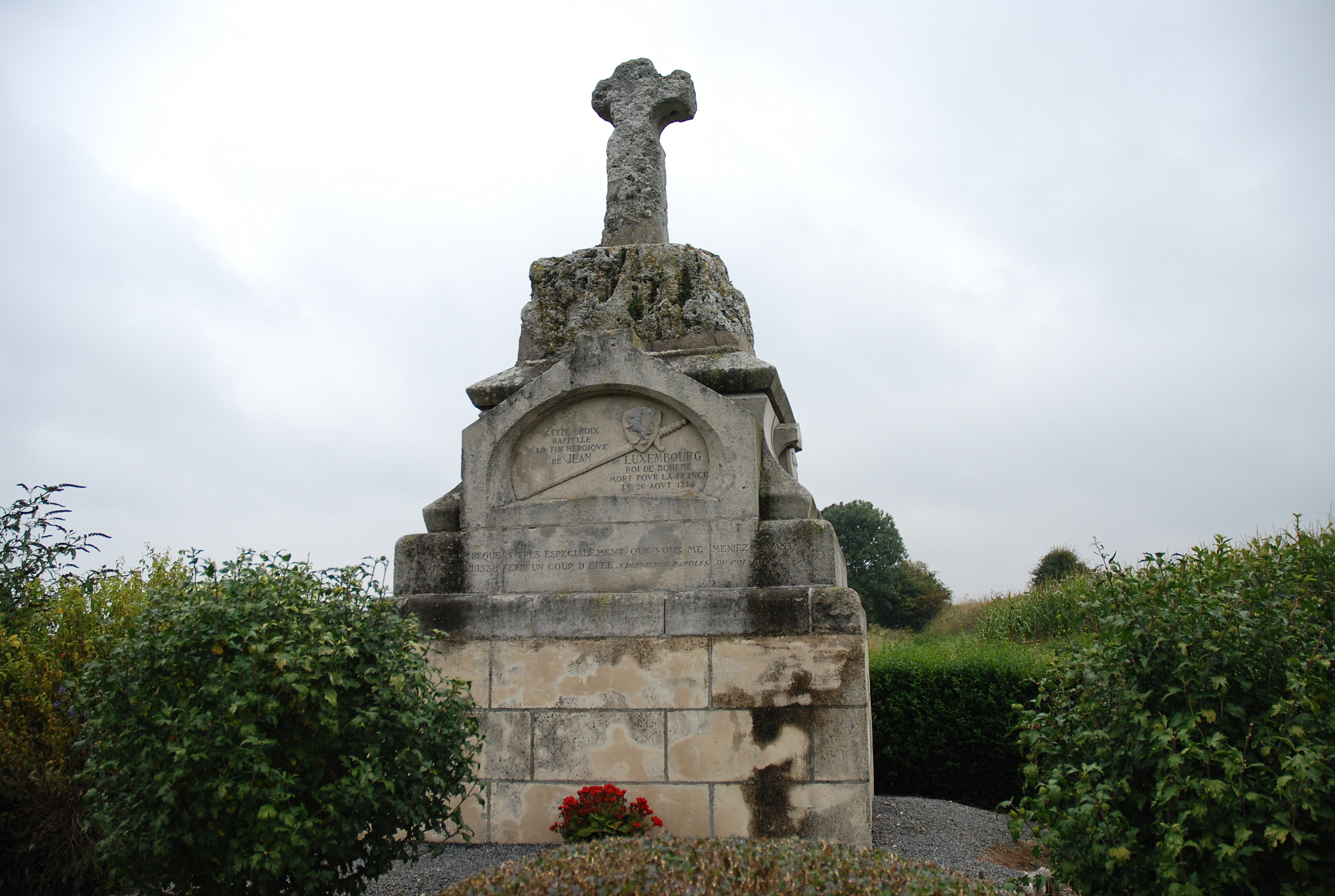
Český kříž

Na předpokládaném místě bitvy je umístěn tzv. Český kříž. Jeho vznik je datován do 16. století a jedná se o nejstarší památník bitvy u Kresčaku. Je poškozen erozí, v roce 1902 byl mírně posunut a opraven.

## Galerie

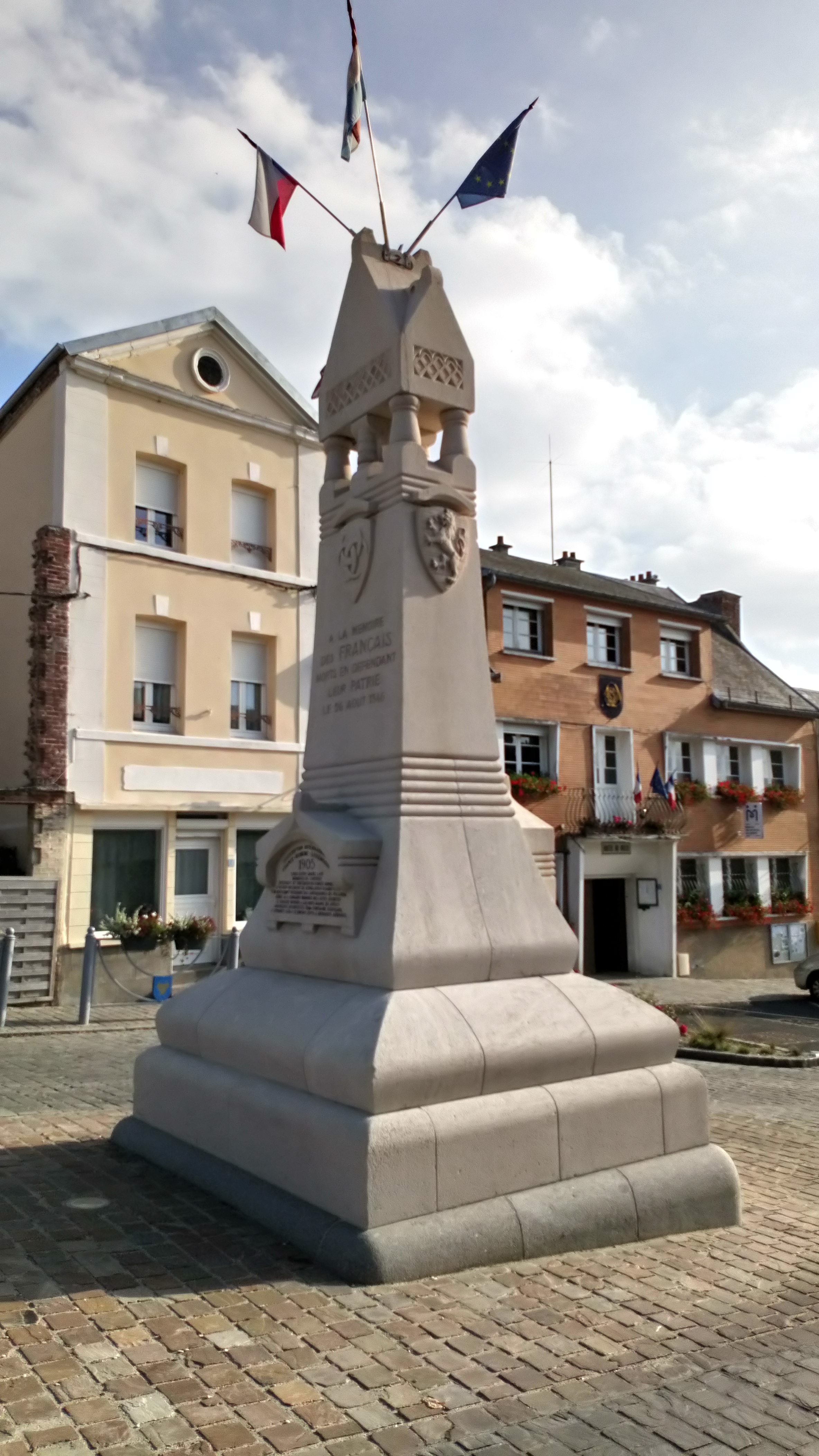
Pomník Jana Lucemburského v obci
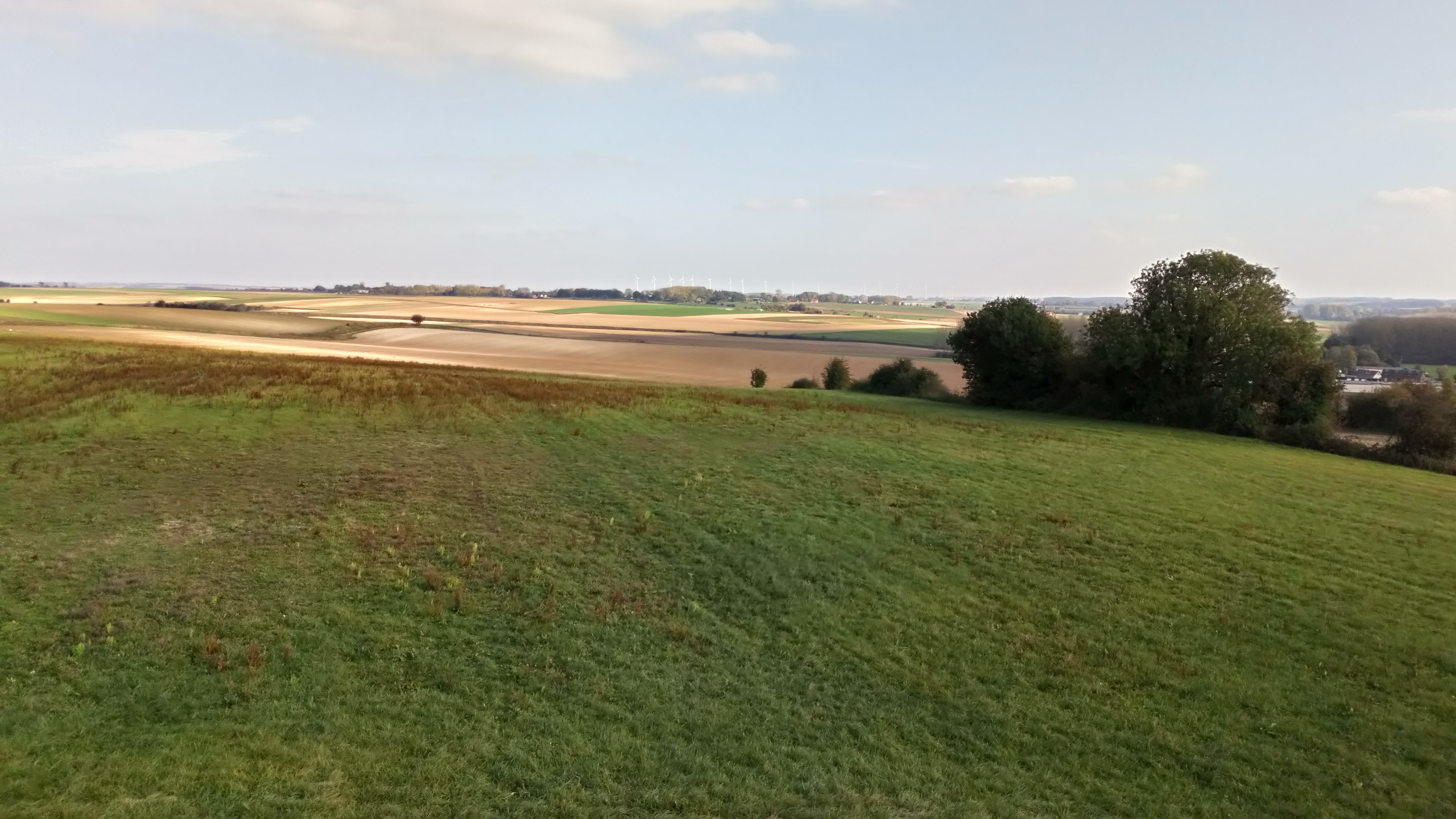
Místo bitvy
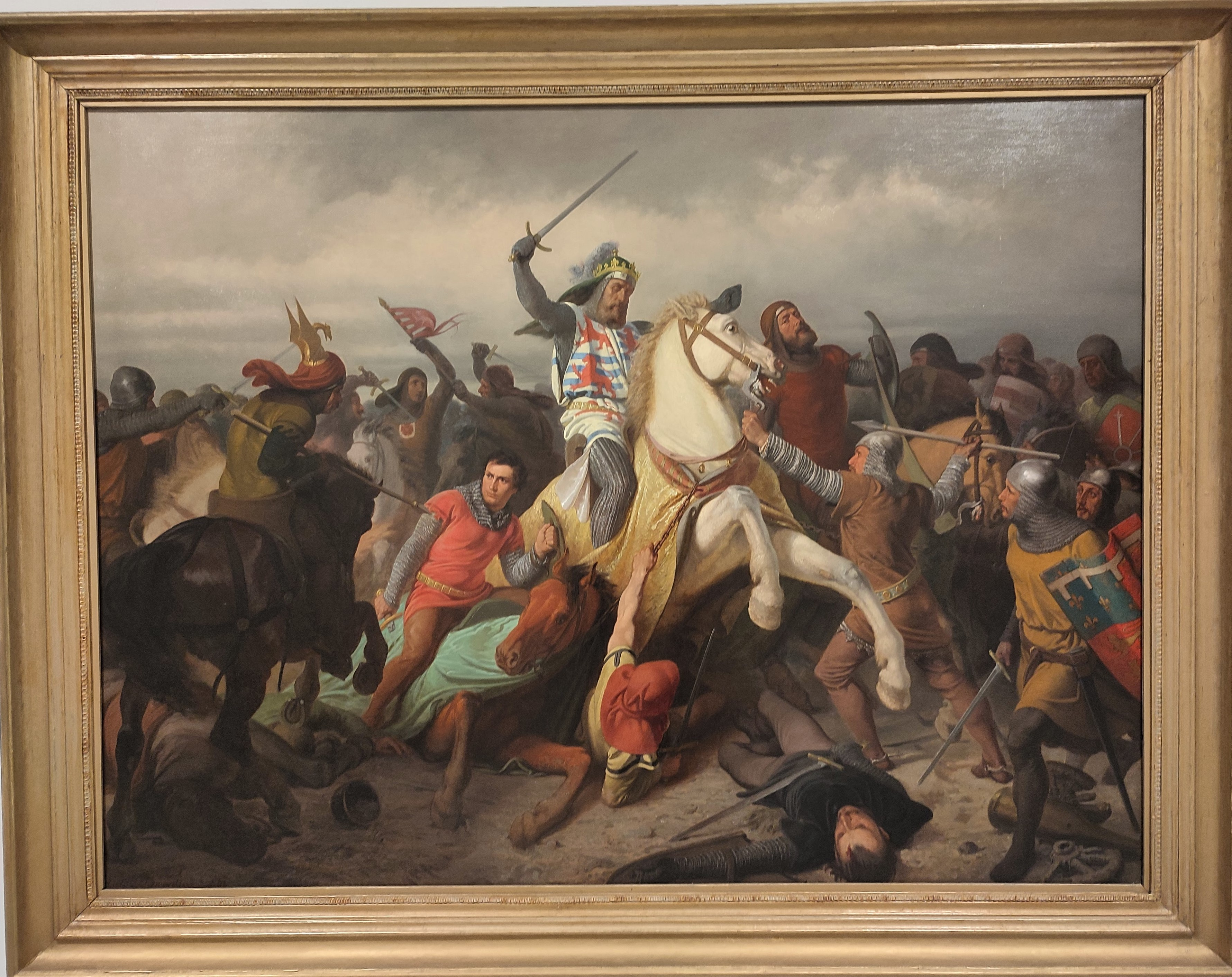
Král Jan Lucemburský v bitvě u Kresčaku 1346 od Viktora Barvitiuse